# Ardisia maclurei
Ardisia maclurei Merr. – gatunek roślin z rodziny pierwiosnkowatych (Primulaceae). Występuje naturalnie w północnym Wietnamie, Chinach (w prowincjach Guangdong, Hajnan, Kuangsi i Kuejczou) oraz na Tajwanie. 

## Morfologia
PokrójZimozielony półkrzew dorastający do 0,2 m wysokości, tworzący rozłogi.
LiścieBlaszka liściowa ma owalny lub podługowato eliptyczny kształt. Mierzy 4–6 cm długości oraz 2,5–4 cm szerokości, jest piłkowana na brzegu, ma sercowatą nasadę i tępy lub ostry wierzchołek. Ogonek liściowy jest nagi i ma 5–25 mm długości.
KwiatyZebrane po 4–6 w wierzchotkach wyrastających z kątów pędów. Mają działki kielicha o lancetowatym kształcie i dorastające do 4 mm długości. Płatki są owalne i mają czerwoną lub purpurową barwę oraz 4 mm długości.
OwocPestkowce mierzące 6 mm średnicy, o kulistym kształcie i czerwonej barwie.

## Biologia i ekologia
Rośnie na brzegach cieków wodnych terenach skalistych oraz w lasach. Występuje na wysokości od 200 do 900 m n.p.m.